# Harbuziv, Zboriv
Harbuziv (în ucraineană Гарбузів) este localitatea de reședință a comunei Harbuziv din raionul Zboriv, regiunea Ternopil, Ucraina.

## Demografie
Componența lingvistică a localității Harbuziv
     Ucraineană (100%)
Conform recensământului din 2001, toată populația localității Harbuziv era vorbitoare de ucraineană (100%).